# Justin Knapp
Justin Anthony Knapp (n. 18 noiembrie 1982) cunoscut în mediul online după numele de utilizator Koavf, este un utilizator Wikipedia american, originar din Indianapolis, Indiana, care este primul om din lume care a contribuit cu peste un milion de editări la Wikipedia (versiunea în engleză). Până în iulie 2015, Knapp a acumulat aproape 1,5 milioane de editări pe Wikipedia. Conform situației din august 2015, el era Nr. 1 în clasamentul celor mai activi contributori la Wikipedia (în engleză) din toate timpurile.

## Viața și cariera

### Educație
Knapp a absolvit Covenant Christian High School din Indianapolis, Indiana, unde a fost admis în 1997. A susținut doctorate în filosofie și științe politice la Indiana University – Purdue University Indianapolis. În 2013 el urma și specializarea în asistență medicală la Indiana University.

### Wikipedia

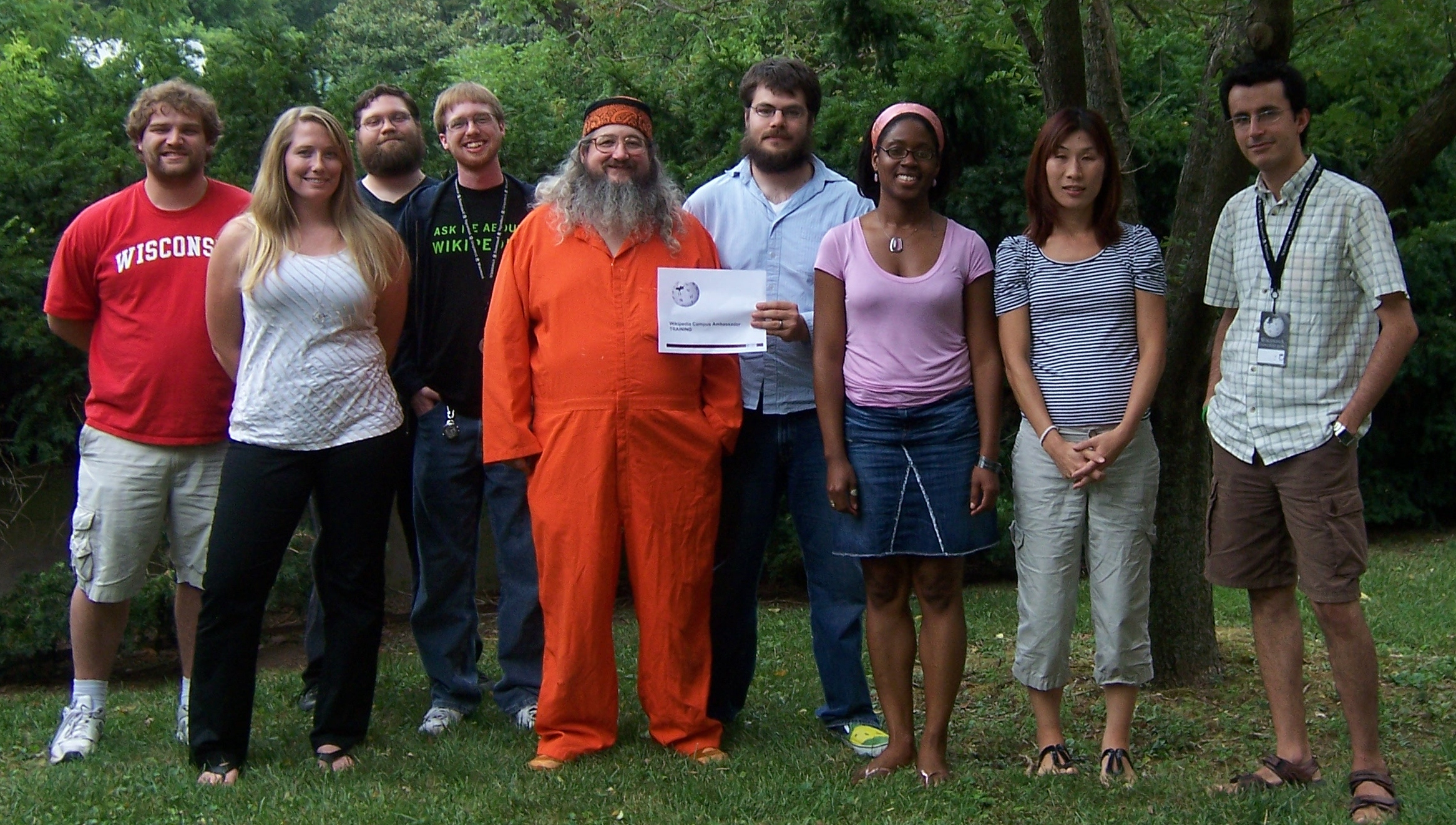
Knapp (al treilea din stânga) la o sesiune de training Wikipedia în 2011

Knapp și-a anunțat editarea cu numărul un milion pe Wikipedia pe 19 aprilie 2012. La acel timp, el avea o medie de 385 de editări pe zi de la înregistrarea sa pe Wikipedia în martie 2005. Numele său de utilizator pe Wikipedia, Koavf, a fost ales ca acronim pentru "King of all Vext Fans" (în traducere: „Regele tuturor fanilor Vext”), cu referire la un concurs în care Knapp a participat pentru cartea de comicsuri Vext în anii 1990. Knapp a contribuit semnificativ la bibliografia lui George Orwell pe Wikipedia în engleză, și a acumulat multe editări fiind implicat în categorisirea articolelor despre albume în structura de categorii a Wikipediei. În 2012, co-fondatorul Wikipedia Jimmy Wales l-a felicitat pe Knapp pentru munca sa și i-a acordat cea mai mare distincție de pe site declarând că 20 aprilie ar fi Ziua lui Justin Knapp (Justin Knapp Day). Într-un interviu din 2014 pentru Business Insider, Knapp a spus că "nu există o zi tipică" în legătură cu activitatea sa pe Wikipedia, și că o mare parte din editările sale sunt ajustări minore de stil și corectarea unor greșeli tipografice. El a mai afirmat că declinul numărului de redactori Wikipedia „nu neapărat este o problemă”.
Pe 21 iulie 2014, activitatea sa pe Wikipedia a fost subiectul unei întrebări la quiz show-ul BBC University Challenge.

### Activism
În 2005, la cea de-a șaizecea Adunare Generală a ONU, Knapp a luat partea poporului Sahrawi și a vorbit despre situația de atunci din Sahara Occidentală. De asemenea, el a luat parte la organizarea comunității pentru marșul Restore the Fourth din 2013.

### Altele
În afară de activitatea sa pe Wikipedia, Knapp a avut câteva locuri de muncă, printre care și livrator de pizza, lucrător la un magazin alimentar și o linie fierbinte de asistență telefonică în timp de criză.